# Konrad Lax
Konrad Lax (* 18. Mai 1914 in Kötzting; † 13. Januar 2007 in Füssen) war ein deutscher Verwaltungsjurist und Landrat. Konrad Lax war von 1964 bis 1972 der letzte Landrat des Landkreises Füssen, dann unmittelbar nach der Gebietsreform zwölf Jahre lang ehrenamtlicher Bürgermeister der Gemeinde Schwangau. Bis 1978 war er zusätzlich stellvertretender Landrat von Adolf Müller im Landkreis Ostallgäu. Die Gemeinde Schwangau verlieh ihm 1984 den Ehrentitel Altbürgermeister.
Im Sommersemester 1933 trat er in die katholische Studentenverbindung KBStV Rhaetia München ein.